# 旌表故儒士胡洪炬妻程氏节孝石坊
旌表故儒士胡洪炬妻程氏节孝石坊位于安徽省黄山市绩溪县县城华阳镇良安路东端南侧，2000年3月30日，公布为绩溪县文物保护单位。
旌表故儒士胡洪炬妻程氏节孝石坊高7.6米。上有“圣旨”、“冰心玉质”、“光昭彤史”字样。